# Pterocephaliidae
A Pterocephaliidae a háromkaréjú ősrákok (Trilobita) osztályának az Asaphida rendjéhez, ezen belül az Anomocaroidea öregcsaládjához tartozó család.

## Rendszerezés
A családba az alábbi nemek tartoznak:
- Anecocephalus
- Beigongia
- Bromella
- Camaraspis
- Cernuolimbus
- Cilia
- Dikelocephalioides
- Dikelocephalites
- Dingxiangaspis
- Flabellocephalus
- Guangxiaspis
- Housia
- Jubileia
- Labiostrella
- Labiostrina
- Longlingaspis
- Lunacephalus
- Luotuolingia
- Morosa
- Parahousia
- Paramaladioidella
- Pauciella
- Pedinaspis
- Pedinocephalites
- Pelicephalus
- Petalocephalus
- Plesiocilia
- Prehousia
- Proapatokephaloides
- Prodikelocephalites
- Pterocephalia
- Pterocephalina
- Pulchricapitus
- Sigmocheilus
- Stenambon
- Strigambitus
- Tiantouzhania
- Tumicephalus
- Uxunella
- Zhenania
- Zhuangliella
- Qilianaspis
- Xiaoshiella
- Yingziaspis
- Yokusenia
- Yushugouia